# Sinusonasus magnodens
Sinusonasus magnodens es la única especie conocida del género extinto Sinusonasus de dinosaurio terópodo trodóntido, que vivió a principios del período Cretácico, hace aproximadamente 125 millones de años, en el Barremiense, en lo que es hoy Asia. Fue recuperado de la Formación Yixian, en la provincia de Liaoning, China.  La especie tipo, Sinusonasus magnodens , fue nombrada y descrita por Xu Xing y Wang Xiaolin en 2004. El nombre genérico, derivado del latín sinus , "onda", y nasus, "nariz", se refiere a la forma sinusoide, en vista lateral, de las nasales . El nombre de la especie significa "dientes grandes" del latín magnus, "grande" y dens, "diente". En una publicación posterior, se hace referencia a la especie como "Sinucerasaurus", pero este es un sinónimo objetivo menor.
El holotipo, IVPP V 11527, se encontró en el Miembro Lujiatun de la Formación Yixian. Consiste en un esqueleto parcial que incluye fragmentos de cráneo y mandíbula inferior y cola, pelvis y patas traseras parciales. El fósil está comprimido y parcialmente articulado. Sinusonasus es un pequeño troodóntido. En 2010, Gregory S. Paul estimó su longitud en 1 metro y su peso en 2,5 kilogramos. El fémur mide 141 milímetros de largo.
En 2004, se establecieron varios rasgos distintivos. Falta un canal interantorbitario que conecte las fenestras anteorbitarias a cada lado del cráneo. El hueso nasal tiene un perfil ondulado. Los dientes maxilares medios son bastante grandes. Los cheurones de las vértebras caudales traseras son tan largos, medidos de adelante hacia atrás, que se conectan y forman una placa continua en la parte inferior de la cola. El cuello del fémur es alargado. De manera más general, la cabeza es relativamente corta, equivalente al 77% de la longitud del fémur. Hay al menos diecinueve dientes maxilares por lado. Los dientes anteriores no son aserrados, los que están más atrás solo tienen dentículos en el borde de fuga. Están presentes cinco vértebras sacras, la cola probablemente constaba de unas treinta vértebras. El hueso púbico probablemente apuntaba oblicuamente hacia el frente. El isquion es alargado. Sinusonasus tiene una parte inferior de la pierna larga, lo que indica una buena capacidad para correr. El pie es "artometatarsiano ", con un tercer metatarsiano superior "pellizcado" . El segundo metatarsiano es claramente más corto que el cuarto. El segundo dedo del pie lleva una 'garra en forma de hoz' retráctil.
Sinusonasus fue colocado en 2004 en Troodontidae . Se presume que tuvo una posición bastante derivada, a pesar de vivir en el Cretácico Inferior. Los autores descriptores no interpretaron esto como una indicación de un largo linaje fantasma, los troodóntidos se desarrollaron antes durante el Jurásico de lo que se había pensado, sino que se explica por un rápido cambio evolutivo después de un origen del grupo en el Cretácico.